# 紅絲帶
红丝带是关注艾滋病防治问题的国际性标志，1991年在美国纽约第一次出现。纽约画家帕特里克·奥康尼尔和摄影家艾伦等15名艺术家成立了视觉艾滋病组织，希望创造一种视觉象征，以示对艾滋病患者的同情。于是他们选择了代表生机、激情和鲜血的红色作为丝带的颜色，倡导尊重艾滋病患者人权，推广预防艾滋病的社会公益活动，并很快在全世界流传开来。
它象征对艾滋病患者、艾滋病感染者、及其照顾者的接纳，也象征对艾滋病防治、卫教、治疗方法和疾病研究的支持。

## 外部連結
- 明星戴上紅絲帶
- Episode 173: Awareness （页面存档备份，存于），99% Invisible，2015年7月21日 － 關於紅絲帶成為艾滋病国际性标志的起源的一集